# گروه اینترنت
گروه اینترنت (انگلیسی: Internet Group) شرکت مخابرات برزیلی است، که در سال ۲۰۰۰ تأسیس شد.